# Almetalzentralwasserwerk

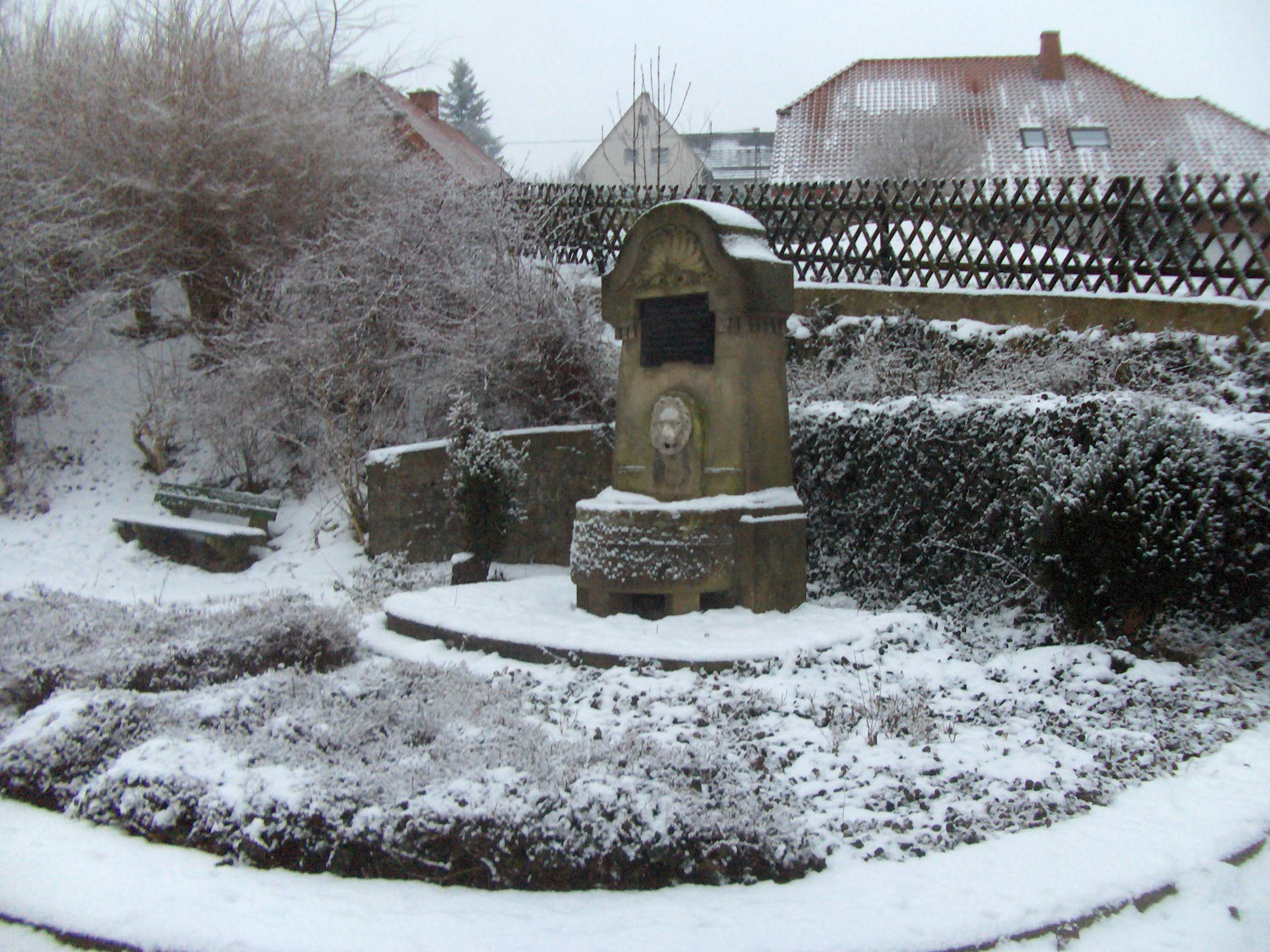
Das Wasserdenkmal in Wewelsburg

Das Almetalzentralwasserwerk war die erste zentrale Wasserversorgung der Orte Siddinghausen, Weine, Eickhoff, Steinhausen, Brenken, Ahden, Wewelsburg, Oberntudorf und Niederntudorf im ehemaligen Kreis Büren (heute Kreis Paderborn). Eingeweiht wurde das Wasserwerk am 22. Mai 1907, aufgelöst zum 31. Dezember 1979. Der Name leitet sich ab von dem Fluss Alme, an welchem die genannten Ortschaften liegen.

## Geschichte

### Vorgeschichte
Vor der Einrichtung einer zentralen Wasserversorgung war es in den genannten Ortschaften schwierig, die tägliche Versorgung mit Brauch- und Trinkwasser sicherzustellen, da sie auf der mächtigsten Karstschicht Norddeutschlands liegen. Regenwasser versickert hier schnell. Die Menschen zapften daher Quellen und Wasseradern an, deren Wasser durch den Kalk kaum gefiltert wurde und speicherten Regenwasser in Zisternen.
Quellen und Wasseradern führen jedoch nur periodisch Wasser, und Zisternen waren in Trockenperioden rasch ausgeleert. Wasser aus der Alme heranzuschaffen war nur mit großen Mühen möglich, auch versiegt der Fluss im Spätsommer gelegentlich. Folge hiervon war eine dauernde Versorgungsunsicherheit und Krankheiten durch die mangelnde Hygiene an den Wasserstellen.

### Aufstellung eines Plans
Aufgrund der problematischen Wasserversorgung der genannten Ortschaften beauftragte daher am 14. Oktober 1902 der Landrat des Kreises Büren, Karl von Savigny, den Zivilingenieur Leithäuser mit der Aufstellung eines Plans für eine zentrale Wasserversorgung der genannten Ortschaften außer Siddinghausen, welches erst 1950 angeschlossen wurde, inklusive eines Kostenvoranschlages.
Dieser wurde im Jahr 1904 fertiggestellt und sah vor, einige Quellen im Ringelsteiner Wald für die Versorgung des Wasserwerks zu nutzen, welche höhenmäßig günstig lagen, so dass der nötige Wasserdruck durch natürliches Gefälle zustande käme. Auch war die Wasserqualität nach damaligem Standard für Trinkwasser ausreichend.
Die Hauptleitung sollte entlang der Kreisstraße Brilon–Büren–Almestraße–Kapellenberg, dann weiter den kleinen Hellweg entlang bis Oberntudorf verlaufen. Jeder Ort sollte einen durchlaufenden Hochbehälter erhalten.
Der Regierungspräsident stimmte dem Plan zu, so dass am 9. September 1905 die erste Verbandssitzung des Almetalzentralwasserwerkes stattfinden konnte. Vorsitzende waren Landrat von Savigny, Amtmann Rempe aus Büren und Amtmann Rochell aus Salzkotten, außerdem nahmen an der Sitzung sämtliche Ortsvorsteher des Amtes Büren und acht stimmberechtigte Vertreter der Gemeinden Obern- und Niederntudorf, teil. Die Baumaßnahme wurde beschlossen, hierfür waren 400.000 Reichsmark aufzubringen. Von den Kosten übernahmen der preußische Staat und die Provinz Westfalen 100.000 RM, der Kreis Büren 22.000 RM und die Provinzial-Feuersozietät (Rechtsnachfolger ist heute die Provinzial NordWest) 20.000 RM. Der Rest war, ebenso wie die Kosten für den laufenden Betrieb, von den Gemeinden, gemessen am voraussichtlichen Wasserverbrauch, aufzubringen.

### Bau und feierliche Einweihung
Am 7. Februar 1906 erfolgte die Ausschreibung des Projekts. Den Großteil der Arbeiten führten auswärtige Spezialfirmen durch, lediglich die Quelleinfassungen übernahm eine einheimische Maurerfirma.
Zur Feier der Einweihung am 22. Mai 1907 fand in sämtlichen angeschlossenen Ortschaften ein Fest statt, dessen Höhepunkt ein Besuch der Festgesellschaft mittels eines Sonderzuges auf der – ebenfalls von Landrat von Savigny mitinitiierten – Almetalbahn bildete. Chroniken und Zeitungen berichten von rauschenden Festen unter Beteiligung verschiedener Musikkapellen und Vereine.

### Betrieb und Erweiterung
Bald nach der Einweihung stellte sich heraus, dass die Quellen im Ringelsteiner Wald den Wasserbedarf nicht ganzjährig decken konnten. Der berechnete Bedarf an Wasser betrug 550 m³ täglich, in Trockenzeiten standen jedoch nur 230 m³ zur Verfügung.
Im Jahr 1910 wurden daher einige Quellen bei Kneblinghausen erschlossen, allerdings stieg der Bedarf weiter an, so dass man sich zunächst mit dem Zukauf von Wasser vom Zementwerk Burania in Büren behelfen musste. 1920 wurde ein 33 Meter tiefer Brunnen bei Büren gebaut, dessen Wasser mittels einer Pumpe dem Wasserwerk zugeführt wurde.
Zum 25-jährigen Bestehen des Wasserwerkes im Jahr 1932 war bereits klar, dass auch dies nicht ausreichte, da in den westlichen angeschlossenen Gemeinden Wewelsburg, Obern- und Niederntudorf im Sommer oft Wassermangel herrschte. Bereits 1929 hatten 132 Wewelsburger mit Leserbriefen und einer schriftlichen Beschwerde an den Landrat auf diese Situation aufmerksam gemacht. Daher wurde der Bau eines Brunnens bei Wewelsburg beschlossen, welcher 1938 mit 63 Metern Tiefe fertiggestellt wurde. Der Betrieb der notwendigen Pumpanlage war jedoch zu kostspielig, so dass er 1952 eingestellt wurde und stattdessen der Brunnen in Büren mit einer leistungsstärkeren Pumpe versehen wurde.
Während des weiteren Betriebs wurde das Wasserwerk stetig erweitert. So wurde ein neuer Brunnen im Almetal gegenüber Menkeberg gebaut, Brenken erhielt eine neue Anschlussleitung, der Druck wurde durch eine neue Leitung in Barkhausen sowie neue Hochbehälter für Wewelsburg und Niederntudorf erhöht. 1979 betrug die tägliche Wasserförderungskapazität ca. 2000 m³.

### Auflösung
Das Almetalzentralwasserwerk wurde, infolge der am 1. Januar 1975 durch das Sauerland/Paderborn-Gesetz in Kraft getretenen kommunalen Neugliederung, durch Beschluss der Verbandsversammlung vom 20. Dezember 1979 mit Wirkung zum Jahresende mit dem Wasserwerk der Stadt Büren zusammengelegt. Die meisten der angeschlossenen Gemeinden wurden mit der Stadt Büren zur Großgemeinde Büren zusammengelegt, und da sowieso bereits Verbindungen mit dem Wasserwerk der Stadt Büren bestanden, wurde mit der Zusammenlegung den Realitäten Rechnung getragen. Zu diesem Zeitpunkt war außerdem bereits klar, dass die Versorgung dieser Ortschaften einige Jahre später durch eine gemeinsame Quelle, den noch im Bau befindlichen Aabachsee, stattfinden würde.

## Wasserdenkmal in Wewelsburg

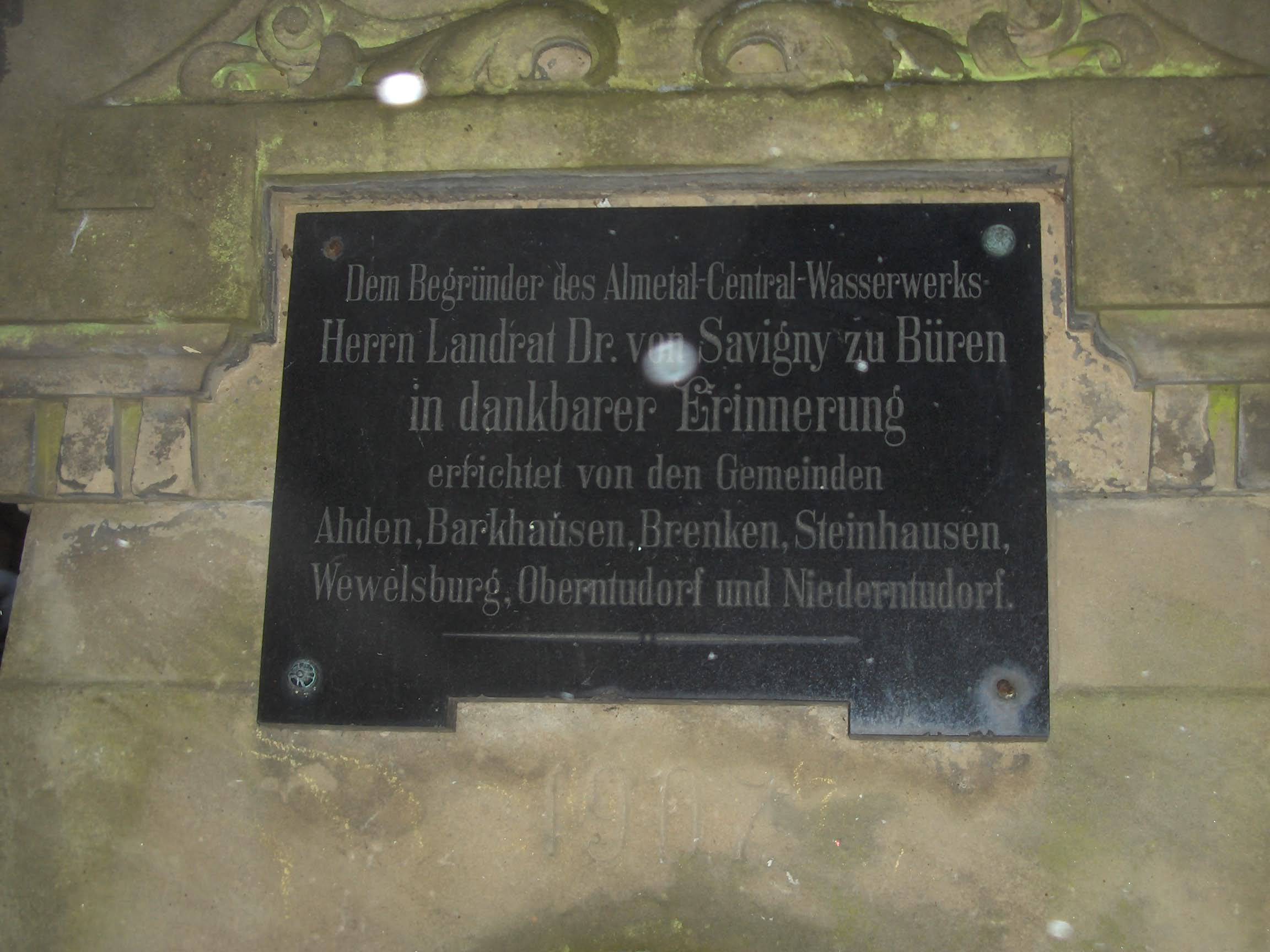
Inschrift des Wasserdenkmals

Zum Dank für die Einrichtung des Almetalzentralwasserwerkes errichteten die angeschlossenen Gemeinden dem Landrat Karl von Savigny kurz nach der Einweihung einen Gedenkstein, welcher zunächst in Niederntudorf am Lohweg 16 aufgestellt wurde und 1931 in die Nähe des Wewelsburger Bahnhofs versetzt wurde, wo er heute noch steht. Dieser trägt die Inschrift:
Dem Begründer des Almetal-Central-Wasserwerks / Herrn Landrat Dr. von Savigny zu Büren / In dankbarer Erinnerung / errichtet von den Gemeinden / Ahden, Barkhausen, Brenken, Steinhausen, / Wewelsburg, Oberntudorf und Niederntudorf
Der Gedenkstein, wie auch die rauschenden Feste zur Einweihung des Wasserwerks, bezeugen die Bedeutung desselben für die Menschen in den angeschlossenen Ortschaften.